# Huonville
Huonville ist eine Stadt im Südosten des australischen Bundesstaates Tasmanien. Sie liegt 38 km südwestlich von Hobart am Huon River und gehört zur Local Government Area Huon Valley Municipality. Der Huon Highway (A6) führt durch die Stadt. Bei der Volkszählung 2006 hatte Huonville 1.840 Einwohner.

## Geschichte
Die ersten Europäer, die den Huon River sahen, war eine Schiffsbesatzung unter Admiral Joseph Bruny d’Entrecasteaux. Dieser benannte den Fluss nach seinem zweiten Führungskraft, Kapitän Jean-Michel Huon de Kermadec. Heute findet man seinen Namen in vielfältiger Weise: Neben dem Fluss wurden z. B. auch die Stadt und Distrikt so benannt. Die ersten europäischen Siedler in diesem Gebiet waren 1840 William und Thomas Walton.
Im heutigen Stadtgebiet von Huonville sollte die Stadt ursprünglich gar nicht erbaut werden. Stattdessen wurde in den Tagen der Kolonisierung das Gebiet der nahegelegenen, heutigen Siedlung Ranelagh als Standort der Stadt Victoria bestimmt. Huonville wuchs um die Brücke über den Huon River und die umliegenden Hotels.

## Wirtschaft und Tourismus
Heute ist das Tal des Huon River das bekannteste tasmanische Apfelanbaugebiet. Seine Ausdehnung war einst viel größer als heute, aber die Bedeutung dieses Wirtschaftszweiges nahm seit den 1950er-Jahren stetig ab und heute haben der Kirschanbau und die Fischzucht eine wachsende Bedeutung in der Wirtschaft der Gegend.
Der Huon River und der nahegelegene D’Entrecasteaux-Kanal werden gerne für Wassersport und Fischen genutzt. Der D’Entrecasteaux-Kanal ist durch die vorgelagerten Insel Bruny Island vor dem Ansturm der Tasmansee geschützt.
Der Tourismus ist für die Stadt und das umliegende Flusstal ein wichtiger Wirtschaftszweig. Die Gegend ist für seine Schönheit und seine Geschichte als Australiens größtes Apfelanbaugebiet bekannt.
Wegen der Nähe zum Gebiet des Southwest-Nationalparks war auch die Forstwirtschaft seit der Zeit der Kolonisation wichtig für die Gegend und hat in den letzten Jahrzehnten zu Kontroversen geführt. Ein holzwirtschaftlicher Industriepark in der Nähe der Stadt wurde heftig diskutiert, aber schließlich doch gebaut. Heute funktioniert er erfolgreich. Auch gab es Streit über den Fortgang der wirtschaftlichen Entwicklung, insbesondere über den Holzeinschlag in der Recherche Bay und den Bau eines Touristenkomplexes an der Südspitze des Nationalparks in Cockle Creek.

## Bekannte Einwohner
- Amy Sherwin (1855–1935), Sopranistin, die als die „tasmanische Nachtigall“ bekannt wurde, wurde in Huonville geboren.